# Pouteria procera
Pouteria procera là một loài thực vật có hoa trong họ Hồng xiêm. Loài này được (Mart.) K.Hammer miêu tả khoa học đầu tiên năm 1986.

## Hình ảnh

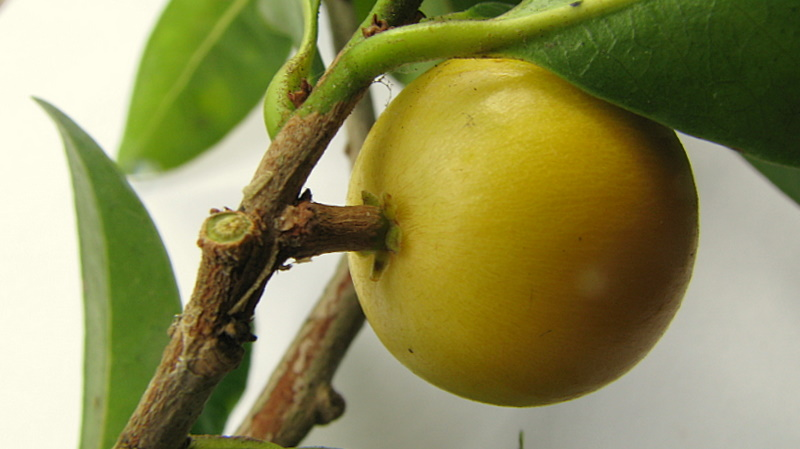
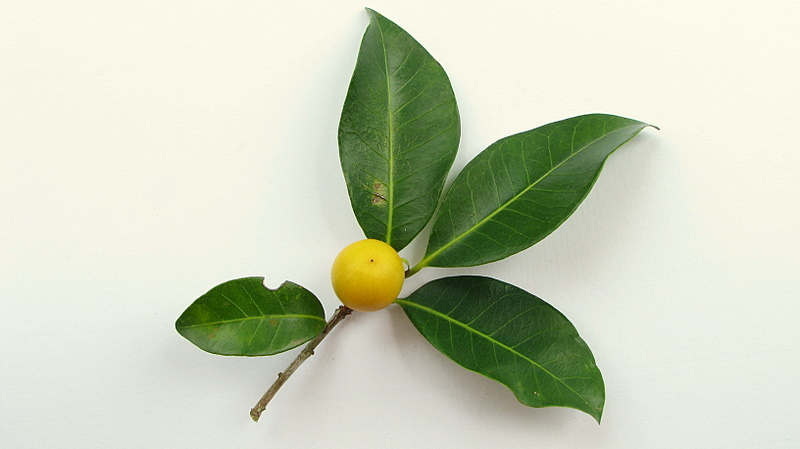
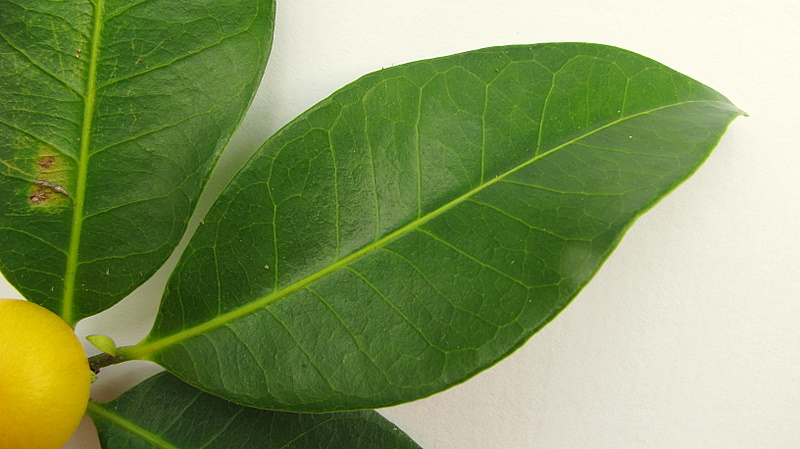
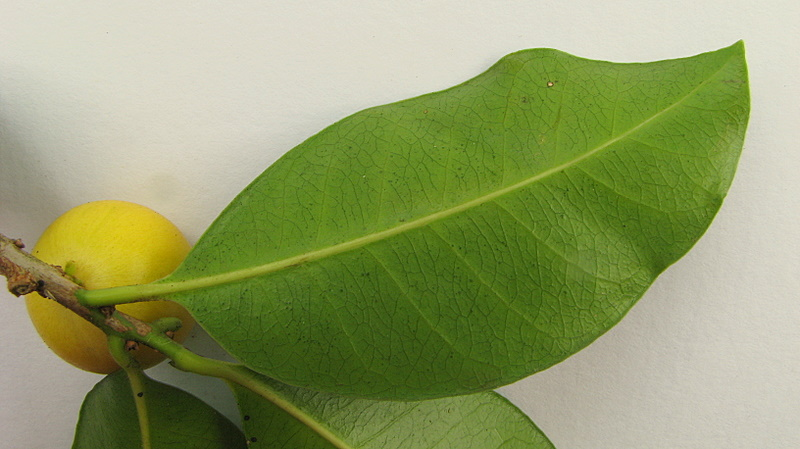